# ITF Altenkirchen
Das REWE Petz Ladies Open ist ein Tennisturnier der ITF Women’s World Tennis Tour, das im Februar in Altenkirchen (Westerwald) auf Teppich ausgetragen wird. Zuvor hieß das Turnier schon Burg-Wächter Ladies Open und bis 2021 AK Ladies Open.

## Geschichte

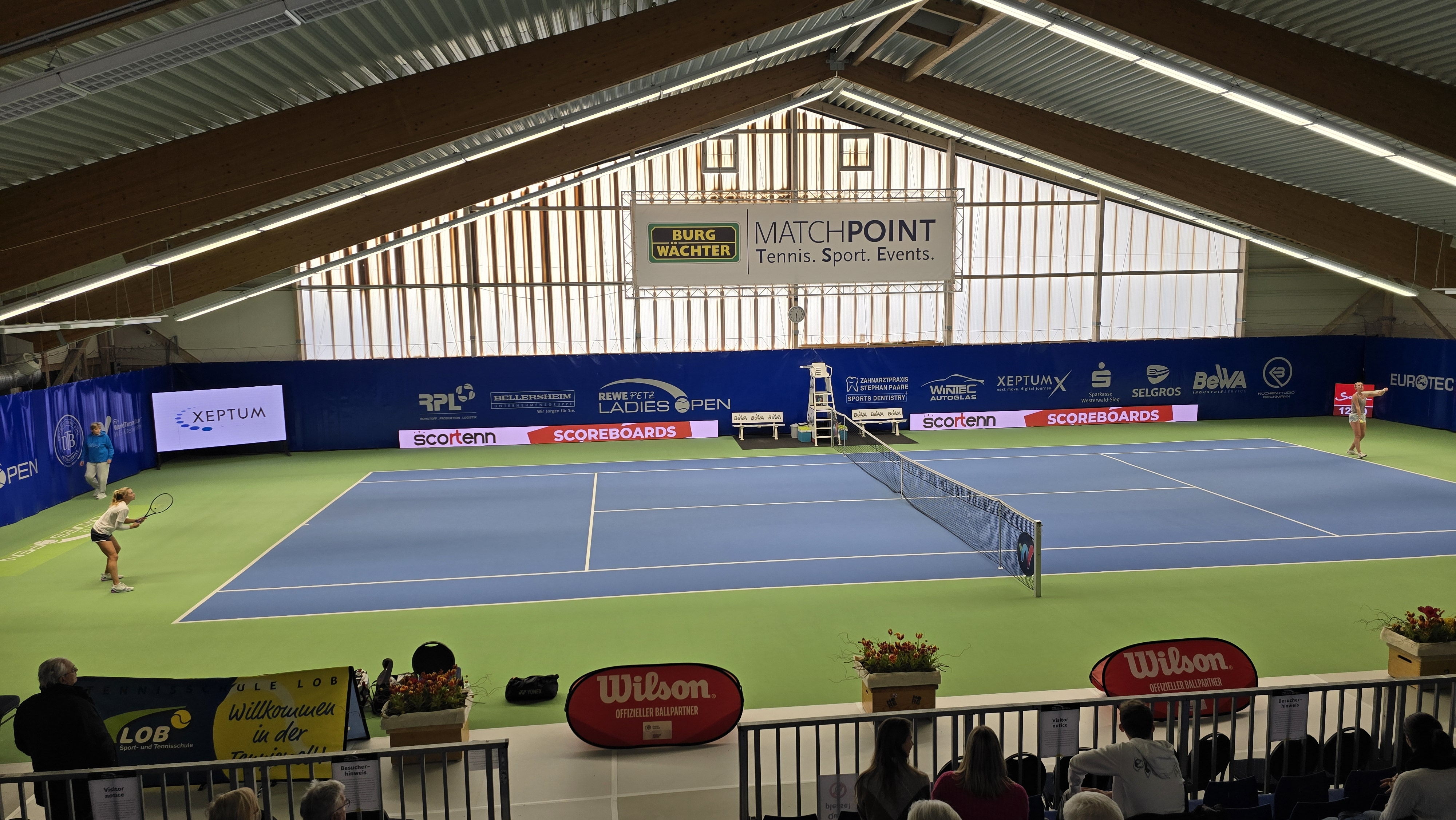
Center-Court des ITF-Turniers in Altenkirchen

Das internationale Tennisturnier der ITF-Serie wird seit 2014 in Altenkirchen ausgetragen. Anfangs als $15.000-Turnier veranstaltet, entwickelte sich das Turnier zum bedeutendsten deutschen Hallenturnier in der ITF-Serie. Seit 2024 ist das Turnier ein W75-Turnier. Turnierdirektor ist mit Razvan Mihai ein ehemaliger rumänischer Nationalspieler. 
Immer wieder schaffen Spielerinnen den Sprung zu den Grand-Slam-Turnieren, so z. B. Clara Tauson (Siegerin 2021 und 2023), die 2023 und 2025 in die dritte Runde der Australian Open und 2024 bis ins Achtelfinale der French Open kam oder Eva Lys (Siegerin 2020), die es 2025 in Australien bis ins Achtelfinale schaffte.
Das Turnier wird in den Disziplinen Damen-Einzel und Damen-Doppel ausgetragen.

## Siegerliste

### Einzel
Deutsche Siegerinnen im Einzel wurden Carina Witthöft (2015) und Eva Lys (2020). Im Doppel siegten Julia Wachaczyk (2021 mit Paula Kania-Choduń), Antonia Lottner (2015 mit Ana Vrljić) und Carolin Daniels und Laura Schaeder (2014).
Julija Awdejewa gelang im Jahr 2025 als Erste eine erfolgreiche Titelverteidigung. 
Clara Tauson konnte ebenfalls zwei Mal gewinnen, jedoch nicht direkt hintereinander.

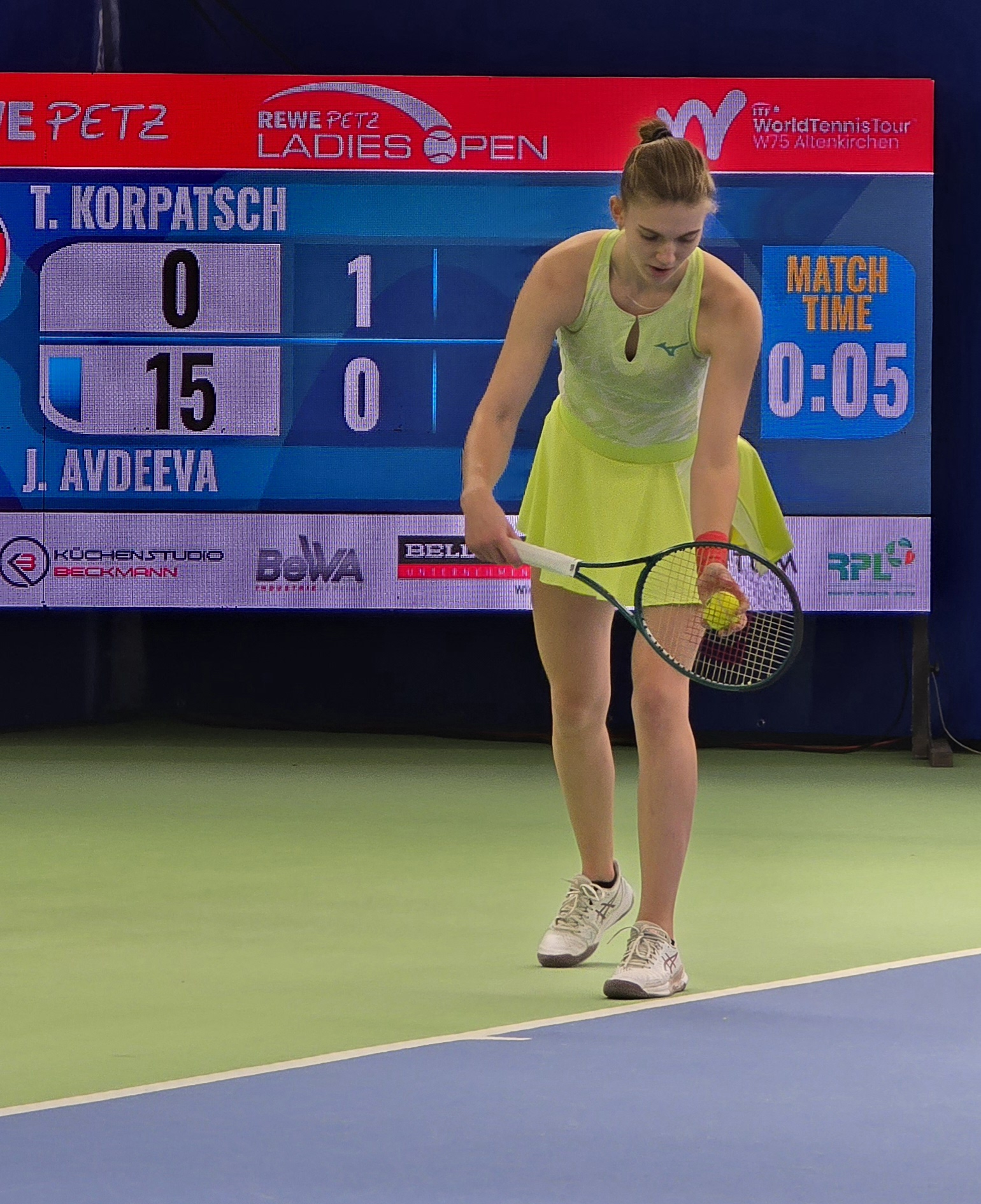
Julija Awdejewa konnte das Turnier in Altenkirchen zwei Mal gewinnen (2024 und 2025)

| Jahr | Kategorie | Siegerin             | Finalgegnerin       | Ergebnis       |
| ---- | --------- | -------------------- | ------------------- | -------------- |
| 2014 | $15.000   | Iryna Schymanowitsch | Réka-Luca Jani      | 6:1, 7:63      |
| 2015 | $25.000   | Carina Witthöft      | Antonia Lottner     | 6:3, 6:4       |
| 2016 | $25.000   | Ysaline Bonaventure  | Arantxa Rus         | 6:3, 6:3       |
| 2017 | $25.000   | Bibiane Schoofs      | Quirine Lemoine     | 7:5, 7:5       |
| 2018 | $25.000   | Harriet Dart         | Karolína Muchová    | 7:65, 6:2      |
| 2019 | W25       | Ma Shuyue            | Maryna Zanevska     | 6:4, 5:7, 7:5  |
| 2020 | W25       | Eva Lys              | Bibiane Schoofs     | 6:2, 6:4       |
| 2021 | W25       | Clara Tauson         | Simona Waltert      | 3:6, 6:1, 6:3  |
| 2022 | W60       | Greet Minnen         | Darija Snihur       | 6:4, 6:3       |
| 2023 | W60       | Clara Tauson         | Greet Minnen        | 7:65, 4:6, 6:2 |
| 2024 | W75       | Julija Awdejewa      | Alison Van Uytvanck | 6:4, 6:4\|     |
| 2025 | W75       | Julija Awdejewa      | Darija Snihur       | 6:3, 6:3       |

### Doppel
| Jahr | Kategorie | Siegerinnen                             | Finalgegnerinnen                           | Ergebnis          |
| ---- | --------- | --------------------------------------- | ------------------------------------------ | ----------------- |
| 2014 | $15.000   | Carolin Daniels Laura Schaeder          | Claudia Giovine Justine Ozga               | 1:6, 6:4, [10:7]  |
| 2015 | $25.000   | Antonia Lottner Ana Vrljić              | Sandra Klemenschits Tatjana Maria          | 6:4, 3:6, [11:9]  |
| 2016 | $25.000   | Ysaline Bonaventure Xenia Knoll         | Deniz Khazaniuk Marija Marfutina           | 6:1, 6:4          |
| 2017 | $25.000   | Alexandra Cadanțu Cornelia Lister       | Tara Moore Conny Perrin                    | 6:2, 3:6, [11:9]  |
| 2018 | $25.000   | Diāna Marcinkēviča Katarzyna Piter      | Valentini Grammatikopoulou Maryna Zanevska | kampflos          |
| 2019 | W25       | Cristina Bucsa Rosalie van der Hoek     | Marie Benoît Katarzyna Piter               | 5:7, 6:3, [12:10] |
| 2020 | W25       | Andreea Mitu Laura-Ioana Paar           | Anna Popescu Chiara Scholl                 | 7:5, 6:2          |
| 2021 | W25       | Paula Kania-Choduń Julia Wachaczyk      | Viktorija Golubic Ylena In-Albon           | 7:65, 6:4         |
| 2022 | W60       | Mariam Bolkwadse Samantha Murray Sharan | Susan Bandecchi Simona Waltert             | 6:3, 7:5          |
| 2023 | W60       | Greet Minnen Yanina Wickmayer           | Freya Christie Ali Collins                 | 6:1, 6:3          |
| 2024 | W75       | Maja Chwalińska Jesika Malečková        | Julia Lohoff Conny Perrin                  | 6:4, 7:5          |
| 2025 | W75       | Dalila Jakupovic Marie Benoit           | Emily Appleton Isabelle Haverlag           | 7:5, 7:66         |

## Quelle
- ITF Homepage